# Bal des pompiers

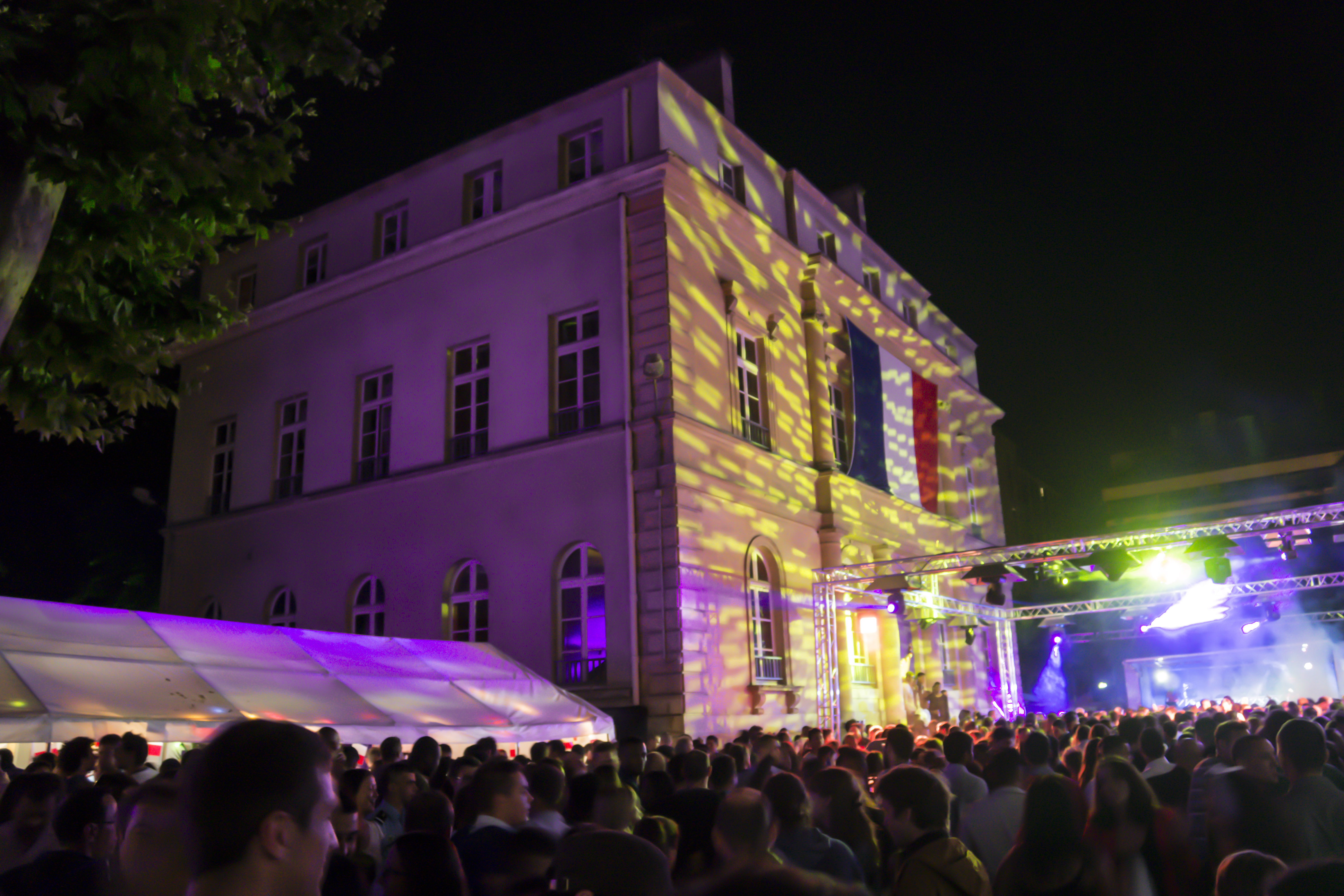
Bal des pompiers à la caserne de pompiers de Grenelle à Paris

Le Bal des pompiers est célébré le soir du 14 juillet en France ou la nuit du 13 juillet. Durant cette journée, les pompiers font découvrir leur caserne.
L'argent récolté par les bals, qui sont financièrement bénéficiaires, peut être investi dans des fonds gérés par l'institution pour soutenir les pompiers et leurs familles en cas de «coups durs», ou bien reversé à des associations, notamment d'aide aux victimes du feu.

## Origine

### Sous l'Empire
Le premier bal des pompiers remonte au 15 août 1806, lors de la fête de Saint-Napoléon et de son anniversaire, où des cérémonies étaient organisées par les officiels et étaient l'occasion de chanter les louanges de l'Empereur.
Dans chaque commune du pays, la fête démarre en distribuant de la nourriture aux pauvres puis un Te Deum est chanté dans les églises. Les militaires, les gardes nationaux ainsi que les pompiers font une revue militaire. Dans la journée, des jeux et des divertissements pour le public ont lieu, suivi d'un banquet et bals après les feux d'artifice en soirée.
Bien que d'usage depuis 1790, dès lors que le premier consul Napoléon Bonaparte bannit la fête de la Fédération (appelée aussi fête de la Concorde) à partir de 1804, le 14 juillet, fête subversive républicaine, n'est plus commémorée autrement que dans des célébrations clandestines de 1804 à 1848,.
La Saint-Napoléon étant considérée comme une fête nationale, le bal des pompiers est quelques années plus tard, déplacé au 14 juillet lorsque cette date revient en grâce dans les grandes villes puis petit à petit dans toutes les communes de France.
Dans les années 1900, le bal était aussi un lieu de rencontre pour les jeunes filles de bonne famille à la recherche d'un mari. Les jeunes filles avaient le droit à seulement 3 danses avec le même cavalier.

### Un bal à l'origine du 1er bataillon de pompiers français
Il faut aussi noter que le premier corps militaire de sapeurs-pompiers en France est né à la suite d'une nuit funeste d'incendie lors d'un bal, justement, pour célébrer l'union de Napoléon Ier avec la jeune archiduchesse Marie-Louise.
Le 1er juillet 1810, l'incendie de l'ambassade d'Autriche à Paris tue une centaine de convives. Napoléon Ier qui y avait assisté, furieux, crée le bataillon des sapeurs-pompiers de Paris, par décret impérial du 18 septembre 1811, à partir des premières compagnies professionnelles de garde-pompes qui avaient été créées en 1716. La constitution d'un corps militaire intégré aux Sapeurs de la Garde impériale sous l'autorité du préfet de police avait pour objectif de garantir l'efficacité du service et la loyauté de ses agents. De là apparaît pour la première fois l’appellation de Sapeur-Pompier.
En 1866, l'empereur Napoléon III transforme par décret le bataillon en régiment de sapeurs-pompiers de Paris, unité rattachée à la direction de l'Infanterie.
Ce régiment devient par décret pris par le général de Gaulle en 1967 la brigade de sapeurs-pompiers, unité du Génie, dont le budget est un budget annexe à celui de la Préfecture de Police de Paris.
Le Bataillon de marins-pompiers de Marseille, seule unité militaire en France de « marins du feu » directement placée sous les ordres d'un maire, est quant à lui créé en 1939 à la suite de l'incendie des Nouvelles Galeries causant la mort de 75 personnes et nécessitant le renfort des marins-pompiers venus de la base navale de Toulon voisine, lorsque le corps des pompiers municipaux de Marseille d'alors s'avère dépassé par l'ampleur du sinistre.
Ces trois unités et celle plus récente des Pompiers de l'air, militaires de l'armée de l'air et de l'espace, représentent les 5 % de pompiers militaires de France.

### Premier bal en caserne ouverte au public en 1937
Cette soirée plutôt formelle et protocolaire pour gradés transformée en semi rallye ou mini bal de débutantes s'est petit à petit changée en véritable célébration de relâche pour la Fête nationale française pour tous les pompiers puis en événements portes ouvertes annuels de liesse populaire.
La première ouverture au public remonterait à 1937. Cette année-là, un petit groupe de pompiers festifs serait rentré du défilé militaire de Paris accompagné par des passants. Plein d'enthousiasme, le sergent de carrière Cournet, chef de garde ce jour-là, leur aurait alors ouvert les portes de la caserne Carpeaux de Montmartre dans le 18e arrondissement de Paris pour continuer la fête avec eux. Dans une autre version de cette légende, ce sont les passants qui, attirés vers la caserne bruyante avec la fête qui y battait son plein, se seraient invités eux-mêmes dans la soirée.
Patrice Harvard, ancien directeur du musée de la BSPP (Brigade des sapeurs-pompiers de Paris), explique que la caserne Montmartre aurait déjà convié des civils à la fête en 1926,.

## Dans la culture populaire

### Musique
- En 1984, Jacques Higelin a dédié une chanson de son album live Casino de Paris à cette tradition intitulée Le bal des sapeurs-pompiers. C'est le seul album simple en public de Higelin. C'est également le seul à comprendre un titre jamais enregistré sur un album studio : Le bal des sapeurs-pompiers, justement.
- Claire Diterzi a une chanson se nommant Le bal des pompiers, la huitième dans son album Le Salon des refusées sorti en 2013.
- En 2022, Entre 2 caisses a consacré la dixième chanson de la partie "en public" de leur dernier album Ciao et Merci à cette fête via le titre Le bal des pompiers.

### Film et télévision
- Le film français Le Bal des pompiers d'André Berthomieu, sorti en 1949, adapté d'une pièce de théâtre de Jean Nohain, raconte le chaos des derniers mois de la Seconde Guerre Mondiale à travers le destin d'une famille éparpillée par la guerre et confronte les différents profils moraux des protagonistes vis-à-vis de la tragédie.
- Au feu, les pompiers ! (Hoří, má panenko) est un film italo-tchèque réalisé par Miloš Forman, sorti en 1967 qui narre les déboires du bal annuel du corps des pompiers volontaires d'une petite ville de Tchécoslovaquie communiste et élabore ce faisant une puissante allégorie politique et satire de la bureaucratie.
- Le téléfilm romantique américain Le Bal des pompiers de Graeme Campbell (titre original:Be My Valentine, produit pour la Hallmark Channel en 2013) traite de la tradition américaine équivalente de "bal fleuris" qui se tiennent normalement lors de la Saint-Valentin chaque 14 février au profit des orphelins du feu.
- Le long-métrage français Sauver ou périr (devise des pompiers de Paris) de Frédéric Tellier, sorti en 2018, montre une scène de bal des pompiers dans une caserne parisienne de la Brigade de sapeurs-pompiers de Paris.

### Livres
- Le bal des pompiers, roman policier de Jérôme Bellay sorti en 2014 aux éditions Le Cherche midi est basé dans un bourg de garnison champenois en 1958 lors de son bal des pompiers.